# Sarah Robertson (Malerin)

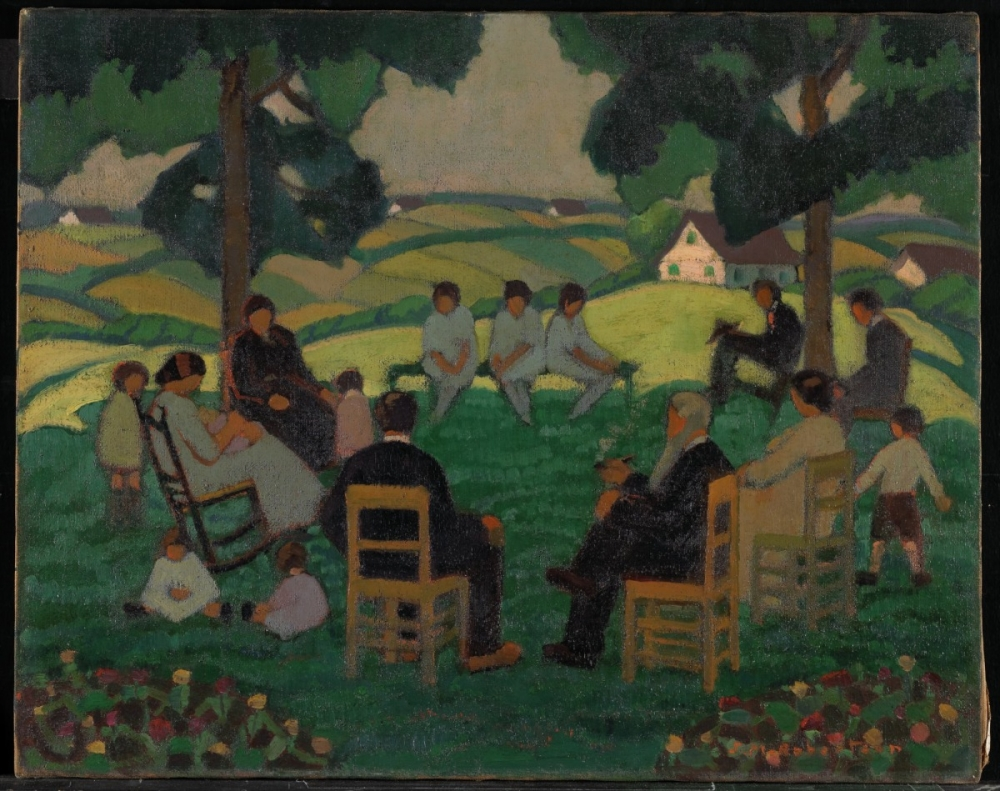
Le Repos (Die Rast), um 1926. National Gallery of Canada

Sarah Margaret Armour Robertson (* 16. Juni 1891 in Montreal; † 6. Dezember 1948 ebenda) war eine kanadische Malerin, bekannt für ihre Landschaften, Stillleben, Porträts und Wandgemälde für Privathäuser.

## Leben

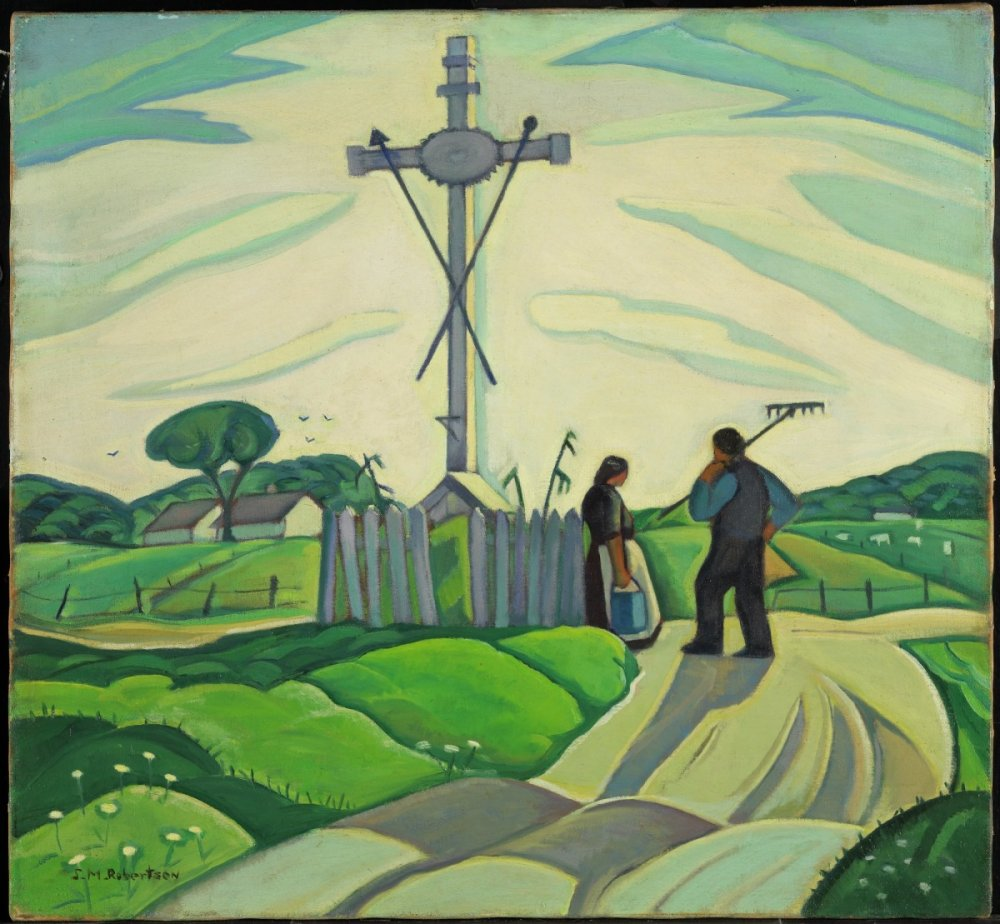
Joseph and Marie-Louise, ca. 1930. National Gallery of Canada, Vincent Massey Legat, 1968

Sarah Robertson wurde als ältestes von vier Kindern schottischer Einwanderer in Montreal geboren. Sie begann ihre künstlerische Ausbildung mit 19 Jahren an der Art Association of Montreal unter William Brymner und Maurice Cullen. Nach einer Unterbrechung während des Ersten Weltkriegs setzte sie ihre Studien von 1921 bis 1924 unter Randolph Hewton fort. 
Sarah Robertson stand im Mittelpunkt einer Gruppe von Frauen, die nach der Auflösung der Beaver Hall Group (1920–21) viele Jahre lang gemeinsam malten und arbeiteten. Dieser Zusammenschluss von neunzehn Künstlern aus Montreal, darunter acht Frauen, hatte sich der Entwicklung eigener künstlerischer Visionen verschrieben und dabei den Einfluss der Group of Seven und der französischen Moderne anerkannt. Seit dieser Zeit stand Sarah Robertson in regem Briefkontakt mit A.Y. Jackson, der ihr kritisches Urteil sehr schätzte. Eine besonders enge Freundschaft verband sie über dreißig Jahre mit der Künstlerin Prudence Heward, und einige von Sarah Robertsons Gemälden wurden durch ihre Besuche im Sommerhaus der Hewards bei Brockville inspiriert.

## Werk
Sarah Robertsons späte Arbeiten zeichnen sich durch freiere Kompositionen und kräftigere Farben aus, die ihre Liebe zur Natur widerspiegeln. Sie malte hauptsächlich Landschaften in Öl, schuf aber auch Stillleben, Porträts und Wandgemälde für Privathäuser. Ihre Werke wurden in Kanada und international ausgestellt, unter anderem 1924 und 1925 bei Ausstellungen kanadischer Kunst in Wembley, England, sowie in Gruppenausstellungen in den USA, darunter 1944 in der Yale University Art Gallery. Posthum wurde 1951 eine Einzelausstellung ihrer Arbeiten in der National Gallery of Canada gezeigt. Robertsons Werke sind in den Sammlungen der National Gallery of Canada, des Montreal Museum of Fine Arts, der University of Alberta und der Art Gallery of Ontario vertreten.